# Idiocera (Idiocera) sexguttata
Idiocera (Idiocera) sexguttata is een tweevleugelige uit de familie steltmuggen (Limoniidae). De soort komt voor in het Palearctisch gebied.